# 中央町 (室蘭市)
中央町（ちゅうおうちょう）は北海道室蘭市の地名。中央町一丁目から四丁目の町がある。住居表示実施済み。郵便番号は051-0011。

## 地理
室蘭市の南部に位置し、北に海岸町、北東から東に入江町、東から南東に山手町、南から南西に幸町、西に常盤町、北西に幕西町と接する。

## 地域の特徴
室蘭市の都市計画マスタープランでは蘭西地域に属する。
ほぼ平坦な地形の商業地域である。主要道路の交差する場所でもあり、北東縁を走る国道36号に町域の北から東に抜ける北海道道699号室蘭港線が東端で交差する。また町域の西から入った北海道道844号祝津西小路中央線が道道699号室蘭港線に接続する。さらに道道699号室蘭港線から北海道道919号中央東線が分岐し、町域の南へと出ていく。JR北海道室蘭本線（支線）が町域の東部を走り、室蘭駅で終端する。

古くからの商店街があり、二丁目の室蘭中央通沿いに大町商店街，1本東の通り沿いに室蘭浜町商店街，さらに東の通り沿いに中央町東銀座商店街、これらの商店街に隣接する三丁目側には室蘭中央町三丁目商店街がある。一丁目に室蘭郵便局、三丁目に北海道新聞社 室蘭支社，スーパーアークス 室蘭中央店、四丁目に室蘭駅がある。

## 歴史
古くは市の中心繁華街として栄えていたが、次第に中島地区にその座を明け渡していった。なお、浜町商店街はかつてアーケード商店街であったがアーケードが撤去され、2009年4月20日に完成式が催された。

### 地名の由来
大町，浜町，千歳町の三商店街合同の町名懸賞募集による。

### 沿革
- 1966年（昭和41年）7月1日 - 中央町一丁目 - 三丁目新設[7]。
- 2008年（平成20年）3月1日 - 中央町四丁目新設[8]。

### 町名の変遷
| 実施内容          | 実施年月日               | 実施後       | 実施前                                                                   |
| ----------------- | ------------------------ | ------------ | ------------------------------------------------------------------------ |
| 町名新設 住居表示 | 1966年（昭和41年）7月1日 | 中央町一丁目 | 海岸町（字），大町（字），浜町（字），常盤町（字），幕西町（字）の各一部 |
| 町名新設 住居表示 | 1966年（昭和41年）7月1日 | 中央町二丁目 | 大町（字），浜町（字），常盤町（字），千歳町（字）の各一部               |
| 町名新設 住居表示 | 1966年（昭和41年）7月1日 | 中央町三丁目 | 千歳町（字），公園町（字），開運町（字）の各一部                         |
| 町名新設 住居表示 | 2008年（平成20年）3月1日 | 中央町四丁目 | 入江町の一部                                                             |

## 世帯数と人口
2023年（令和5年）12月31日現在（室蘭市発表）の世帯数と人口は以下の通りである。
| 町           | 世帯数  | 人口  |
| ------------ | ------- | ----- |
| 中央町一丁目 | 57世帯  | 76人  |
| 中央町二丁目 | 137世帯 | 197人 |
| 中央町三丁目 | 153世帯 | 220人 |
| 中央町四丁目 | 179世帯 | 196人 |
| 計           | 526世帯 | 689人 |

### 人口の変遷
国勢調査による人口の推移。
| 1995年（平成7年）  | 814人 | [ 9 ]  |  |
| 2000年（平成12年） | 719人 | [ 10 ] |  |
| 2005年（平成17年） | 671人 | [ 11 ] |  |
| 2010年（平成22年） | 840人 | [ 12 ] |  |
| 2015年（平成27年） | 880人 | [ 13 ] |  |
| 2020年（令和2年）  | 759人 | [ 14 ] |  |

### 世帯数の変遷
国勢調査による世帯数の推移。
| 1995年（平成7年）  | 370世帯 | [ 9 ]  |  |
| 2000年（平成12年） | 349世帯 | [ 10 ] |  |
| 2005年（平成17年） | 335世帯 | [ 11 ] |  |
| 2010年（平成22年） | 493世帯 | [ 12 ] |  |
| 2015年（平成27年） | 563世帯 | [ 13 ] |  |
| 2020年（令和2年）  | 521世帯 | [ 14 ] |  |

## 学区
市立小・中学校に通う場合、学区は以下の通りとなる。
| 町           | 街区 | 小学校               | 中学校               |
| ------------ | ---- | -------------------- | -------------------- |
| 中央町一丁目 | 全域 | 室蘭市立みなと小学校 | 室蘭市立室蘭西中学校 |
| 中央町二丁目 | 全域 | 室蘭市立みなと小学校 | 室蘭市立室蘭西中学校 |
| 中央町三丁目 | 全域 | 室蘭市立みなと小学校 | 室蘭市立室蘭西中学校 |
| 中央町四丁目 | 全域 | 室蘭市立みなと小学校 | 室蘭市立室蘭西中学校 |

## 交通

### 鉄道
- JR北海道室蘭本線室蘭駅

### バス
道南バスが路線バスを運行する。
室蘭市西部の拠点的な場所となっているが、中央町付近では多くの路線がループ状の経路となっており、北方向は室蘭中央通沿いの「中央町」、南方向は道道室蘭港線沿いの「室蘭駅前」に停車する形となっている。

### 道路
- 国道36号 ※国道235号との重用区間
- 北海道道699号室蘭港線
- 北海道道844号祝津西小路中央線
- 北海道道919号中央東線

## 施設

### 公共施設
- 常盤町会館

### 金融機関
- 室蘭郵便局

### 商業施設
- スーパーアークス 室蘭中央店

### 公園
- 中央町小公園

### その他
- 北海道新聞社 室蘭支社